# Estádio do Bessa Século XXI
O Estádio do Bessa Século XXI é um estádio de futebol situado na cidade do Porto, em Portugal, e é o atual estádio oficial do Boavista Futebol Clube. Tem capacidade para 28 263 espectadores, sendo o décimo maior estádio de Portugal.
Construído para substituir a antiga casa do Boavista, o original Estádio do Bessa, foi inaugurado em 2003 num amigável contra o Málaga CF. Foi um dos dez estádios que recebeu o Campeonato Europeu de Futebol de 2004.

## Descrição

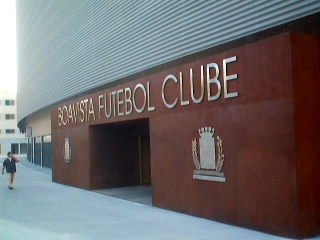
Entrada do estádio

O Estádio do Bessa Séc. XXI faz parte de um Complexo Desportivo localizado na parte ocidental da Cidade do Porto, integrado na zona habitacional do Bessa.
É conhecido pela sua aparência e constituição semelhantes aos tradicionais estádios ingleses, onde a proximidade do público com o relvado é priorizado, tendo as bancadas (nomeadamente o seu nível superior) com uma inclinação próxima dos 45º. Esta configuração é também consequência do espaço limitado em que o Estádio está inserido. No Brasil, o Estádio Independência também tem uma construção semelhante.
É constituído por quatro bancadas (duas laterais com dois pisos e duas centrais com três pisos) limitadas por quatro torreões onde se localizam os acessos verticais para os níveis superiores. A comunicação horizontal entre as bancadas realiza-se através de uma galeria com 12 metros de largura, com acessos a partir das pracetas Poente e Nascente. Todos os lugares do estádio são sentados e cobertos.
Na Bancada Poente estão concentrados todos os serviços do Boavista Futebol Clube e da SAD, balneários, zonas VIP, camarotes, restaurantes, instalações para a comunicação social, salas para eventos e um auditório.

### Características
Os materiais de revestimento exterior do estádio são predominantemente betão, tijolo maciço, alumínio e aço, indo ao encontro da zona que envolve o estádio.
É também de realçar os dois painéis digitais de grande dimensão e excelente resolução, colocados nas bancadas poente e nascente. O sistema de vigilância corresponde às expectativas em termos de modernidade e eficácia. As cerca de 30 câmaras, com visão de 360 graus, possibilitam o controlo de qualquer incidente e a detecção de qualquer foco perturbador no bom funcionamento do estádio.

## História
Após a inauguração das suas novas instalações, o Boavista Futebol Clube entregou o estádio ao Comité de Organização do Euro 2004.
O Estádio recebeu três jogos do torneio internacional. Curiosamente, todos os jogos realizados no Bessa durante a competição resultaram em empate.
Após a conclusão do torneio, o estádio voltou a ser entregue ao clube mandante, tornando-se um dos estádios mais modernos da Primeira Liga. Porém, os primeiros anos de existência do novo estádio coincidiram com a diminuição do poder do Boavista FC. Apesar disto, o clube permaneceu no principal escalão.
Porém, no final da época 2006/07, o clube boavisteiro foi rebaixado à Segunda Liga por decisões administrativas. Na época seguinte, nomeadamente por perda de receitas financeiras, o clube voltou a descer, passando para o terceiro escalão nacional.
Estas descidas consecutivas de divisão diminuíram consideravelmente as médias de assistência do estádio mas, em 2014, o clube voltou a ser reintegrado no principal escalão. Porém, esta subida repentina deu-se sem ter em consideração o nível do plantel e do orçamento do clube. Apesar de todas as restrições, o clube conseguiu permanecer na Primeira Liga.
Este retorno ao principal palco do futebol português aumentou as médias de assistência do estádio, consequentemente permitindo ao clube aumentar o seu orçamento a cada época que passa. Atualmente, o estádio recebe o sétimo maior acumulado de assistência do país.

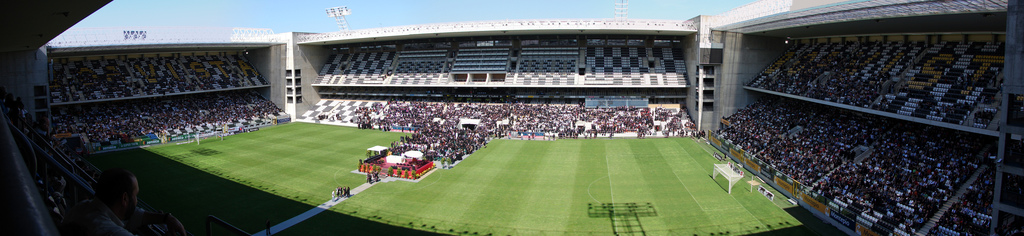
Panorâmica do Estádio do Bessa

## Construção
A construção do Estádio do Bessa Séc. XXI iniciou-se em 30 de junho de 1998 e ficou concluída em 30 de dezembro de 2003, ainda antes da organização do Campeonato Europeu de Futebol de 2004 ser entregue a Portugal.
As obras começaram com a demolição da bancada nascente do antigo Estádio do Bessa, libertando espaço para a construção da chamada Nova Bancada e do novo parque de estacionamento nascente, ambos concluídos a 4 de agosto de 1999.
A construção da bancada poente procedeu-se da mesma forma e iniciou-se em janeiro de 2000, tendo sido concluída em Agosto de 2001. Entre maio e julho de 2002 procedeu-se ao rebaixamento do nível do antigo relvado em cerca de um metro e à construção de outro totalmente novo, incluindo um novo sistema de drenagem e de rega, devidamente alinhado relativamente às novas bancadas.
A bancada norte começou a ser construída em outubro de 2002 e foi concluída em julho de 2003 enquanto a construção da bancada sul foi iniciada em janeiro de 2003 e foi concluída em dezembro do mesmo ano. 
A construção ficou totalmente concluída em 30 de Dezembro de 2003.
Durante todo o processo de construção, foram demolidas as antigas bancadas e construíram-se as novas bancadas no mesmo local, mantendo sempre o estádio em funcionamento, com a realização de jogos nacionais e internacionais, nomeadamente da Liga dos Campeões da UEFA.

## Eventos Musicais
O estádio já serviu como local de concertos e de agendas de digressões internacionais de artistas musicais reconhecidos.
| Data                  | Artista/Banda                                         | Digressão de concertos | Público total |
| --------------------- | ----------------------------------------------------- | ---------------------- | ------------- |
| 24/26 de Outubro 2008 | Ben Frost / Moritz Von Oswald / Wipeout, entre outros | Festival Trama         | -             |
| 11 de Julho 2009      | Xutos & Pontapés / The Gift / Nouvelle Vague          | Super Bock Super Rock  | 5 000         |
| 03 de Junho 2011      | James / Dulce Pontes / Rui Veloso                     | 75 anos da Renascença  | 12 000        |
| 29 de Julho 2012      | Ivete Sangalo                                         | Tour Madison           | -             |
| 10 de Junho 2014      | Anselmo Ralph                                         | Tour A Dor do Cupido   | -             |

## Eventos Desportivos

### Jogos Internacionais da Seleção Nacional
| # | Data       | Resultado | Oponente    | Oponente    | Competição                                                 | Espectadores |
| - | ---------- | --------- | ----------- | ----------- | ---------------------------------------------------------- | ------------ |
| 1 | 16/11/1988 | 1–0       | Luxemburgo  | Luxemburgo  | Eliminatórias da Copa do Mundo FIFA de 1990                | 5 925        |
| 2 | 19/06/1993 | 4–0       | Malta       | Malta       | Eliminatórias da Copa do Mundo FIFA de 1994                | 7 000        |
| 3 | 27/03/2002 | 1–4       | Finlândia   | Finlândia   | Partida amistosa                                           | 7 000        |
| 4 | 07/10/2006 | 3–0       | Azerbaijão  | Azerbeijão  | Qualificações para o Campeonato Europeu de Futebol de 2008 | 18 000       |
| 5 | 01/09/2016 | 5–0       | Gibraltar   | Gibraltar   | Partida amistosa                                           | 22 238       |
| 6 | 31/08/2017 | 5–1       | Ilhas Faroe | Ilhas Faroé | Eliminatórias da Copa do Mundo FIFA de 2018 - Europa       | 25 087       |

### Campeonato Europeu de Futebol de 2004
O Estádio foi o palco da UEFA Euro 2004 e acolheu 3 jogos da fase de grupos.
| Data          | Resultados | Resultados | Resultados | Ronda   | Espectadores |
| ------------- | ---------- | ---------- | ---------- | ------- | ------------ |
| 16 Junho 2004 | Grécia     | 1–1        | Espanha    | Grupo A | 25 444       |
| 19 Junho 2004 | Letónia    | 0–0        | Alemanha   | Grupo D | 22 344       |
| 22 Junho 2004 | Dinamarca  | 2–2        | Suécia     | Grupo C | 26 115       |

## Acessos e Transportes
O Estádio do Bessa está localizado junto à Avenida da Boavista, garantindo acesso à A1, à Via de Cintura Interna e a outros nós rodoviários principais.
Em termos de transporte público, o estádio é servido pelo Metro do Porto, nomeadamente pelas estações de Francos e da Casa da Música, conectando o estádio à Estação Ferroviária de Porto-Campanhã e ao Aeroporto Francisco Sá Carneiro. É também servido por vários linhas urbanas da SCTP.

## Ficha técnica
- Capacidade Total: 28.263 lugares [3]
  - Bancada Nascente - 7.530
    - Nascente Nível 1 - 3.760 Lugares
    - Nascente Nível 2 - 770 Lugares
    - Nascente Nível 3 - 3.000 Lugares

  - Bancada Norte - 7.200
    - Norte Nível 1 - 4.200 Lugares
    - Norte Nível 2 - 3.000 Lugares

  - Bancada Sul - 7.000
    - Sul Nível 1 - 4.000 Lugares
    - Sul Nível 2 - 3.000 Lugares

  - Bancada Poente - 6.533
    - Poente Nível 1 - 3.900 Lugares
    - Poente Nível 2 - 460 Lugares
    - Poente Nível 3 - 1.500 Lugares
    - Comunicação Social - 673 lugares